# کلک (نان)
کَلک، کَلج ،کِزکه یا نانِ بلوط نوعی نان است که در میان مردم لر، لک و کرد در استان‌های لرستان، چهار محال و بختیاری، کهگیلویه و بویراحمد، خوزستان، فارس، همدان، ایلام، کرمانشاه، آذربایجان غربی، کردستان پخته می‌شود.

## روش پخت
برای پخت کلک ابتدا پوست میوه درخت بلوط را کنده و مغز آن را به برای مرحله بعدی آماده می‌کنند. پس از آن یک اتاقک با دیوارهای سنگ چین می‌سازند و روی آن را به‌وسیله چوبهای تر و خیس خورده در آب می‌پوشانند، روی چوب‌ها را به‌وسیله سنگ‌های مناسب به نه نحو خاصی فرش می‌کنند که در زبان لری به آن کُلیت گفته می‌شود سپس بلوط‌های پوست کنده را روی کُلیت می‌ریزند و زیر آن مثل کوره آتش روشن می‌کنند تا پوست تلخ (به لری: جَفت) آنها بر اثر گرما از مغز جدا شود.

چندین مرحله بلوط‌ها را شسته و خشک می‌کنند تا تلخی آن به‌طور کامل از بین برود سپس بلوط‌های خشک شده را آسیاب کرده و از آرد آن برای پخت کلک استفاده می‌کنند. به‌طور معمول آرد بلوط را با کمی آرد گندم مخلوط می‌کنند که نان آن کمی سفید و نرم شود.

## تولید صنعتی
یک شرکت صنایع غذایی در استان کهگیلویه و بویراحمد با راه‌اندازی یک خط تولید، برای نخستین بار دست به تولید نان حجیم بلوط زده‌است. این نان به صورت نرم و خشک تولید می‌شود.